# Emma Coburn
Emma Coburn, född 19 oktober 1990, är en amerikansk friidrottare.
Coburn blev olympisk bronsmedaljör på 3 000 meter hinder vid sommarspelen 2016 i Rio de Janeiro.